# Принцип относительности
| Симметрия в физике             | Симметрия в физике                    | Симметрия в физике               |
| Преобразование                 | Соответствующая инвариантность        | Соответствующий закон сохранения |
| ------------------------------ | ------------------------------------- | -------------------------------- |
| ↕ Трансляции времени           | Однородность времени                  | …энергии                         |
| ⊠ C, P, CP и T-симметрии       | Изотропность времени                  | …чётности                        |
| ↔ Трансляции пространства      | Однородность пространства             | …импульса                        |
| ↺ Вращения пространства        | Изотропность пространства             | …момента импульса                |
| ⇆ Группа Лоренца (бусты)       | Относительность лоренц-ковариантность | …движения центра масс            |
| ~ Калибровочное преобразование | Калибровочная инвариантность          | …заряда                          |

При́нцип относи́тельности (принцип относительности Эйнштейна) — фундаментальный физический принцип, один из принципов симметрии, согласно которому все физические процессы в инерциальных системах отсчёта протекают одинаково, независимо от того, неподвижна ли система или она находится в состоянии равномерного и прямолинейного движения.
Отсюда следует, что все законы природы одинаковы во всех инерциальных системах отсчёта.
Частным случаем принципа относительности Эйнштейна является принцип относительности Галилея, который утверждает то же самое, но не для всех законов природы, а только для законов классической механики, подразумевая применимость преобразований Галилея и оставляя открытым вопрос о применимости принципа относительности к оптике и электродинамике.
В современной литературе принцип относительности в его применении к инерциальным системам отсчёта (чаще всего при отсутствии гравитации или при пренебрежении ею) обычно выступает терминологически как лоренц-ковариантность (или лоренц-инвариантность).

## Принцип относительности Галилея
Из определения ускорения следует, что если движущаяся система отсчёта движется относительно первой без ускорения, то есть {\displaystyle a_{o}=0}, то ускорение {\displaystyle {\vec {a}}} тела относительно обеих систем отсчёта одинаково.
Поскольку в ньютоновской динамике из кинематических величин именно ускорение играет основную роль (см. второй закон Ньютона), то все уравнения механики запишутся одинаково в любой инерциальной системе отсчёта — иначе говоря, законы механики не зависят от того, в какой из инерциальных систем отсчёта мы их исследуем, не зависят от выбора в качестве рабочей какой-либо конкретной из инерциальных систем отсчёта. Также — поэтому — не зависит от такого выбора системы отсчёта наблюдаемое движение тел (учитывая, конечно, начальные скорости). Это утверждение известно как принцип относительности Галилея, в отличие от Принципа относительности Эйнштейна.
Иным образом этот принцип формулируется (следуя Галилею) так:

Если в двух замкнутых лабораториях, одна из которых равномерно прямолинейно (и поступательно) движется относительно другой, провести одинаковый механический эксперимент, результат будет одинаковым.

Требование (постулат) принципа относительности и преобразования Галилея (представляющиеся достаточно интуитивно очевидными) во многом определяют форму и структуру ньютоновской механики (и исторически также они оказали существенное влияние на её формулировку). Говоря же несколько более формально, они накладывают на структуру механики ограничения, достаточно существенно влияющие на её возможные формулировки, исторически весьма сильно способствовавшие её оформлению.

## Принцип относительности Эйнштейна (1905 г.)
В 1905 году Эйнштейн опубликовал свой труд «К электродинамике движущихся тел», в котором расширил принцип относительности Галилея на электродинамические и оптические законы:

Не только в механике (по Галилею), но и в электродинамике никакие свойства явлений не соответствуют понятию абсолютного покоя и даже, более того, для всех инерциальных координатных систем, для которых справедливы уравнения механики, справедливы те же самые электродинамические и оптические законы», то есть:
Если в двух замкнутых лабораторных системах отсчёта, одна из которых равномерно и прямолинейно (поступательно) движется относительно другой, провести одинаковый механический, электродинамический или оптический эксперимент, результат будет одинаковым.

## История
С исторической точки зрения, к открытию принципа относительности привела гипотеза о движении Земли, особенно о её вращении вокруг оси. Вопрос заключался в следующем: если Земля вращается, то почему мы этого не наблюдаем в экспериментах, совершённых на её поверхности? Обсуждение этой проблемы привело ещё средневековых учёных Николая Орема (XIV век) и Ала ад-Дина Али ал-Кушчи (XV век) к выводу, что вращение Земли не может оказать никакого влияния на какие-либо опыты на её поверхности. Эти идеи получили развитие в эпоху Возрождения. Так, в сочинении «Об учёном незнании» Николай Кузанский писал:

Наша Земля в действительности движется, хоть мы этого не замечаем, воспринимая движение только в сопоставлении с чем-то неподвижным… Каждому, будь он на Земле, на Солнце или на другой звезде, всегда будет казаться, что он как бы в неподвижном центре, а всё остальное движется.

Аналогичные мысли содержатся и в диалоге Джордано Бруно «О бесконечности, Вселенной и мирах»:

Как это заметили древние и современные истинные наблюдатели природы, и как это показывает тысячью способами чувственный опыт, мы можем заметить движение только посредством известного сравнения и сопоставления с каким-либо неподвижным телом. Так, люди, находящиеся в середине моря на плывущем корабле, если они не знают, что вода течёт, и не видят берегов, не заметят движения корабля. Ввиду этого можно сомневаться относительно покоя и неподвижности Земли. Я могу считать, что если бы я находился на Солнце, Луне или на других звёздах, то мне всегда казалось бы, что я нахожусь в центре неподвижного мира, вокруг которого вращается всё окружающее, вокруг которого вращается этот окружающий меня мир, в центре которого я нахожусь.

Однако «отцом» принципа относительности заслуженно считается Галилео Галилей, который придал ему чёткую физическую формулировку, обратив внимание, что, находясь в замкнутой физической системе, невозможно определить, покоится эта система или равномерно движется. В своей книге «Диалог о двух системах мира» Галилей сформулировал принцип относительности следующим образом:

Для предметов, захваченных равномерным движением, это последнее как бы не существует и проявляет своё действие только на вещах, не принимающих в нём участия.

Идеи Галилея нашли развитие в механике Ньютона. В своих «Математических началах натуральной философии» (том I, следствие V) Ньютон так сформулировал принцип относительности:

Относительные движения друг по отношению к другу тел, заключённых в каком-либо пространстве, одинаковы, покоится ли это пространство, или движется равномерно и прямолинейно без вращения.

Во времена Галилея и Ньютона люди имели дело в основном с чисто механическими явлениями. Однако с развитием электродинамики оказалось, что законы электромагнетизма и законы механики (в частности, механическая формулировка принципа относительности) плохо согласуются друг с другом, так как уравнения механики в известном тогда виде не менялись после преобразований Галилея, а уравнения Максвелла при применении этих преобразований к ним самим или к их решениям — меняли свой вид и, главное, давали другие предсказания (например, изменённую скорость света). Эти противоречия привели к открытию преобразований Лоренца, которые делали применимым принцип относительности к электродинамике (сохраняя инвариантной скорость света), и к постулированию их применимости также к механике, что затем было использовано для исправления механики с их учётом, что выразилось, в частности, в созданной Эйнштейном специальной теории относительности. После этого обобщённый принцип относительности (подразумевающий применимость и к механике, и к электродинамике, а также к возможным новым теориям, подразумевающий также преобразования Лоренца для перехода между инерциальными системами отсчёта) стал называться «принципом относительности Эйнштейна», а его механическая формулировка — «принципом относительности Галилея».
Принцип относительности, включающий явно все электромагнитные явления, был, по-видимому, впервые введён Анри Пуанкаре начиная с 1889 года (когда им впервые высказано предположение о принципиальной ненаблюдаемости движения относительно эфира) до работ 1895, 1900 и 1902 годов, когда принцип относительности был сформулирован детально, практически в современном виде, в том числе введено его современное название и получены многие принципиальные результаты, повторённые позже другими авторами, такие, как, например, детальный анализ относительности одновременности, практически повторённый в работе Эйнштейна 1905 года. Пуанкаре также, по признанию Лоренца, был человеком, вдохновившим введение принципа относительности как точного (а не приближённого) принципа в работе Лоренца 1904 года, а впоследствии внёсшим необходимые исправления в некоторые формулы этой работы, в которых у Лоренца обнаружились ошибки.
В этой принципиальной статье Х. А. Лоренца (1904), содержавшей вывод преобразований Лоренца и другие революционные физические результаты, в достаточно завершённой форме (за исключением упомянутых технических ошибок, не следовавших из метода, исправленных Пуанкаре), он, в частности, писал: «Положение вещей было бы удовлетворительным, если бы можно было с помощью определённых основных допущений показать, что многие электромагнитные явления строго, то есть без какого-либо пренебрежения членами высших порядков, не зависят от движения системы… На скорость налагается только то ограничение, что она должна быть меньше скорости света». Затем, в работе 1904 года Пуанкаре дополнительно углубил результаты Лоренца, донеся значение принципа относительности до довольно широких кругов физиков и математиков. Дальнейшее развитие практического использования принципа относительности для построения новой физической теории было в 1905году в статье А. Пуанкаре «О динамике электрона» (1905), называвшего его в этой работе «постулатом относительности Лоренца», и в практически одновременной статье А. Эйнштейна «К электродинамике движущихся тел».
В 1912 году Лоренц писал: «Заслуга Эйнштейна состоит в том, что он первый высказал принцип относительности в виде всеобщего строго и точно действующего закона». Лоренц выделил таким образом заслуги Эйнштейна, а не Пуанкаре, по-видимому, из-за того, что Пуанкаре «не шёл до конца», продолжая признавать возможность и вероятную продуктивность использования эфира как абсолютной системы отсчёта. Лоренц подчёркивал что именно Эйнштейн перевёл принцип относительности из ранга гипотезы в ранг фундаментального закона природы.
В упомянутых и дальнейших работах перечисленных авторов, а также и других, среди которых следует выделить Планка и Минковского, применение принципа относительности позволило полностью переформулировать механику быстро движущихся тел и тел, обладающих большой энергией (релятивистская механика), и физика в целом получила сильнейший толчок к своему развитию, значение которого трудно переоценить. Впоследствии к этому направлению в развитии физики (построенному на принципе относительности в отношении равномерно прямолинейно движущихся систем отсчёта) применяется название «специальная теория относительности».
Очевидно, принцип относительности Эйнштейна и выросшая из него идея геометризации пространства-времени сыграли важную роль при распространении на неинерциальные системы отсчёта (учитывая принцип эквивалентности), то есть в создании новой теории гравитации — общей теории относительности Эйнштейна. Остальная теоретическая физика также ощутила влияние принципа относительности не только непосредственно, но и в смысле повышенного внимания к симметриям.
Можно заметить, что даже если когда-либо обнаружится, что принцип относительности не выполняется точно, его огромная конструктивная роль в науке своего времени (длящаяся по меньшей мере до сих пор) настолько велика, что её даже трудно с чем-нибудь сравнить. Опора на принцип относительности (а потом также ещё и на некоторые его расширения) позволила открыть, сформулировать и продуктивно разработать такое количество первостепенных теоретических результатов, практически не мыслимых без его применения, во всяком случае, если говорить о реальном пути развития физики, что его можно назвать основой, на которой построена физика.

### Оригинальные источники и исторические обзоры в русском переводе
- Принцип относительности. Сборник работ классиков релятивизма (PDF). — Под редакцией В. К. Фредерикса и Д. Д. Иваненко. — Л.: ОНТИ, 1935.
- Принцип относительности. Сборник работ по специальной теории относительности (DjVu). — М.: Атомиздат, 1973. — 332 с.

### Оригинальные источники
[Ein05c]Albert Einstein: Zur Elektrodynamik bewegter Körper, Annalen der Physik 17(1905), 891—921. Received June 30, published September 26, 1905. Reprinted with comments in [Sta89], p. 276—306 English translation, with footnotes not present in the 1905 paper, available on the net
[Ein05d]Albert Einstein: Ist die Trägheit eines Körpers von seinem Energiegehalt abhängig?, Annalen der Physik 18(1905), 639—641, Reprinted with comments in [Sta89], Document 24 English translation available on the net
[Lor99]Lorentz, H. A. (1899) «Simplified Theory of Electrical and Optical Phenomena in Moving Systems», Proc. Acad. Science Amsterdam, I, 427-43.
[Lor04]Lorentz, H. A. (1904) «Electromagnetic Phenomena in a System Moving with Any Velocity Less Than That of Light», Proc. Acad. Science Amsterdam, IV, 669-78.
[Poi89]Poincaré, H. (1889) Théorie mathématique de la lumière, Carré & C. Naud, Paris. Partly reprinted in [Poi02], Ch. 12.
[Poi97]Poincaré, H. (1897) «The Relativity of Space», article in English translation
[Poi00]Poincaré, Henri (1900), La théorie de Lorentz et le principe de réaction (PDF), Archives néerlandaises des sciences exactes et naturelles, 5: 252–278. Reprinted in Poincaré, Oeuvres, tome IX, pp. 464—488. See also the English translation
[Poi02]Poincaré, Henri (1902), Science and hypothesis, London and Newcastle-on-Cyne (1905): The Walter Scott publishing Co.{{citation}}:  Википедия:Обслуживание CS1 (location) (ссылка)
[Poi04]Poincaré, Henri (1904), L'état actuel et l'avenir de la physique mathématique, Bulletin des sciences mathématiques, 28 (2): 302–324 English translation in Poincaré, Henri (1904), The present and the future of mathematical physics, Bull. Amer. Math. Soc. (2000), 37: 25–38 Reprinted in «The value of science» (1905a), Ch. 7-9.de la Science"]
[Poi05]Poincaré, Henri (1905), Sur la dynamique de l'électron (PDF), Comptes Rendus, 140: 1504–1508 Reprinted in Poincaré, Oeuvres, tome IX, S. 489—493. See also the English translation by Logunov (pp. 241—253).
[Poi06a]Poincaré, Henri (1906), Sur la dynamique de l'électron (PDF), Rendiconti del Circolo matematico di Palermo, 21: 129–176 Reprinted in Poincaré, Oeuvres, tome IX, pages 494—550. See also the partial English translation.
[Poi08]Poincaré, Henri (1908), Science and Method, London: Nelson & Sons
[Poi13]Poincaré, Henri (1913), Last Essays, New York: Dover Publication (1963)